# Tętno

Miejsca badania tętna u człowieka

Puls, tętno – falisty ruch naczyń tętniczych zależny od skurczów serca i od elastyczności ścian tętniczych.

## Badanie tętna
Dokonuje się go na tętnicach powierzchniowych, najczęściej tętnicy promieniowej, choć także na innych tętnicach dostępnych badaniu palpacyjnemu – tętnicy szyjnej zewnętrznej, ramiennej, udowej, podkolanowej, skroniowej i grzbietowej stopy. Jednak w trakcie resuscytacji Europejska Rada Resuscytacji w wytycznych nie zaleca sprawdzania tętna na tętnicach obwodowych (gdyż często w takich wypadkach dochodzi do centralizacji krążenia i tętno w nich jest niewyczuwalne), ale na tętnicach szyjnych, gdyż ze wszystkich wyczuwalnych przez skórę tętnic są najbliżej serca. Tętno bada się na tętnicy szyjnej ok. 1,5 cm bocznie od wyniosłości krtaniowej – stosuje się jedno określone miejsce aby zapobiec masażu zatoki tętnicy szyjnej przy próbie wyszukania miejsca badania tętna i niepożądanemu obniżeniu pracy serca.
Technika badania sprowadza się do uciśnięcia tętnicy w miejscu, w którym leży bezpośrednio pod skórą opuszkami dwóch palców. Do badania tętna nie stosuje się kciuka, ponieważ w ten sposób można pomylić tętno badanego z własnym.
W czasie mierzenia pulsu zwraca się uwagę na 6 charakterystycznych cech tętna:
- częstotliwość (liczba wyczuwanych uderzeń w ciągu minuty), której wartości prawidłowe zależą głównie od wieku. W czasie badania należy mieć na uwadze, że nie należy badać tętna po wysiłku fizycznym (po dużym wysiłku fizycznym częstotliwość może nawet przekraczać 200 uderzeń/min.) lub w stanie przeżyć emocjonalnych. Tętno może być częste (pulsus frequens) lub rzadkie (pulsus rarus). Przeciętna częstotliwość tętna waha się w zależności od wieku i wynosi około:
  - u płodu: 110-150/min[1]
  - u niemowląt: 130/min
  - u dzieci: 100/min
  - u młodzieży: 85/min
  - u dorosłych: 70/min
  - u ludzi starszych: 60/min
- miarowość – tętno jest miarowe (pulsus regularis) jeśli wszystkie uderzenia wykazują jednakową siłę, a odstępy między nimi są jednakowe, w przeciwnym razie mówimy o tętnie niemiarowym (pulsus irregularis);
- wypełnienie – określa wysokość fali tętna i zależy od wypełnienia tętnicy krwią, co z kolei zależy od rzutu serca. Tętno może być wysokie (duże) (pulsus altus, pulsus magnus), małe (niskie, pulsus parvus), nitkowate, równe (pulsus equalis), nierówne i dziwaczne (pulsus paradoxus);
- napięcie – cecha tętna będąca wyrazem ciśnienia tętniczego. Tętno może być twarde (pulsus durus), miękkie (pulsus mollis) bądź dwubitne.
- chybkość – zależy od szybkości wypełniania się tętnicy i zapadania jej światła w okresie jednego cyklu serca. Zależy od prędkości przepływu krwi i podatności ściany tętnic. Tętno może być chybkie (pulsus celer) lub leniwe (pulsus tardus).
- symetria – fizjologicznie powinno być takie samo po lewej i po prawej stronie (np. na lewej t. promieniowej i na prawej).

Średnie tętno spoczynkowe zależy przede wszystkim od wieku i stopnia wytrenowania:
Najniższe spoczynkowe, niepatologiczne (bo wynikające z wytrenowania) tętno odnotowano u wyczynowego kolarza szosowego, wynosiło 27 uderzeń na minutę.
| Mężczyźni                |       |       |       |       |       |       |
| Wiek:                    | 18-25 | 26-35 | 36-45 | 46-55 | 56-65 | 65+   |
| Wyczynowa kondycja       | 49-55 | 49-54 | 50-56 | 50-57 | 51-56 | 50-55 |
| Świetna kondycja         | 56-61 | 55-61 | 57-62 | 58-63 | 57-61 | 56-61 |
| Dobra kondycja           | 62-65 | 62-65 | 63-66 | 64-67 | 62-67 | 62-65 |
| Ponadprzeciętna kondycja | 66-69 | 66-70 | 67-70 | 68-71 | 68-71 | 66-69 |
| Przeciętna kondycja      | 70-73 | 71-74 | 71-75 | 72-76 | 72-75 | 70-73 |
| Słaba kondycja           | 74-81 | 75-81 | 76-82 | 77-83 | 76-81 | 74-79 |
| Zła kondycja             | 82+   | 82+   | 83+   | 84+   | 82+   | 80+   |

| Kobiety                  |       |       |       |       |       |       |
| Wiek:                    | 18-25 | 26-35 | 36-45 | 46-55 | 56-65 | 65+   |
| Wyczynowa kondycja       | 54-60 | 54-59 | 54-59 | 54-60 | 54-59 | 54-59 |
| Świetna kondycja         | 61-65 | 60-64 | 60-64 | 61-65 | 60-64 | 60-64 |
| Dobra kondycja           | 66-69 | 65-68 | 65-69 | 66-69 | 65-68 | 65-68 |
| Ponadprzeciętna kondycja | 70-73 | 69-72 | 70-73 | 70-73 | 69-73 | 69-72 |
| Przeciętna kondycja      | 74-78 | 73-76 | 74-78 | 74-77 | 74-77 | 73-76 |
| Słaba kondycja           | 79-84 | 77-82 | 79-84 | 78-83 | 78-83 | 77-84 |
| Zła kondycja             | 85+   | 83+   | 85+   | 84+   | 84+   | 84+   |

## Patologia
Szczególne rodzaje tętna:
- tętno małe, leniwe, twarde (pulsus parvus, tardus, durus) występuje w zwężeniu zastawki aortalnej
- tętno chybkie, wysokie (duże) (pulsus celer, altus) występuje w niedomykalności aortalnej (określane jako tętno taranowe, tętno młota wodnego lub tętno Corrigana)
- tętno dwubitne występuje w kardiomiopatii przerostowej ze zwężeniem drogi odpływu, w wadzie złożonej aortalnej
- tętno dykrotyczne występuje w tamponadzie serca, ciężkiej niewydolności serca, we wstrząsie hipowolemicznym
- tętno nitkowate ang. thready pulse, łac. pulsus filiformis to tętno małe, szybkie, miękkie (pulsus parvus, frequens, mollis), obecne we wstrząsie, czasem w gorączce
- tętno dziwaczne (paradoksalne), polegające na nadmiernym obniżeniu skurczowego ciśnienia tętniczego podczas wdechu (więcej niż o 10 mm Hg), występuje w tamponadzie serca, zaciskającym zapaleniu osierdzia, masywnej zatorowości płucnej, wstrząsie, astmie, ciężkiej POChP
- tętno naprzemienne występuje w niewydolności lewokomorowej
- tętno bliźniacze występuje w niektórych zaburzeniach rytmu
- zjawisko deficytu tętna występuje w szybkim migotaniu przedsionków lub licznych dodatkowych pobudzeniach komorowych (pulsus intermittens)